# Геба
Ге́ба (др.-греч. Ἥβη), также Дия и Ганимеда, — персонаж древнегреческой мифологии. Богиня юности. По классической версии мифа дочь Зевса и Геры. Первоначально выполняла обязанность виночерпия во время пиров богов. Впоследствии эта функция перешла к Ганимеду. После того как Геракл был вознесён на Олимп, Гера примирилась с сыном Зевса и выдала за него дочь Гебу. У них родилось двое сыновей.
В Риме Гебу отождествили с Ювентой, которая олицетворяла собой вечную молодость государства.
В Новое время к образу Гебы обращались многие художники, изображая заказчицу в виде богини юности. Скульптура Гебы является одной из самых известных работ Антонио Кановы.

## Мифы
Дочь Зевса и Геры. По альтернативной версии Гера забеременела Гебой без участия Зевса, съев листья латука. В древнегреческих мифах предстаёт прилежной дочерью, которая выполняет на Олимпе типичные для незамужней девушки, дочери высокопоставленных родителей античной Эллады, обязанности. В «Илиаде» Гомера она омывает и облачает в пышную одежду брата Ареса и помогает матери Гере взойти на колесницу. У Пиндара она самая прекрасная изо всех олимпийских богинь из тех, которые сопровождают Геру. Связь Гебы с её отцом Зевсом слабая. Один из её эпитетов — Дия — может одновременно означать как «Дочь Зевса», так и «Небесная». Ещё одним эпитетом Гебы был «Ганимеда». По одному из вариантов мифа, описанного в схолиях Мавра Сервия Гонората, Зевс подарил дочери двух голубей с человеческими голосами, один из которых передавал пророчества богов в оракуле Додоны. Геба часто сопровождает Афродиту, служит её помощницей. В этом тандеме прослеживается аллегория взаимосвязи юности, символизируемой Гебой, и красоты, богиней которой была Афродита.
В функции Гебы входило выполнение обязанностей виночерпия во время пиров богов. В «Илиаде» она изображена разливающей нектар богам. Ганимед при этом является личным виночерпием Зевса. В более поздних версиях мифа функции Гебы как прислужницы на пирах на Олимпе перешли к Ганимеду, так как она пролила божественный нектар, либо они их распределяли между собой.
После того как Геракл обрёл бессмертие, Гера примирилась с героем. Верховная богиня усыновила Геракла и дала ему в жёны свою дочь Гебу. От Геракла у Гебы родились Алексиар и Аникет. По просьбе супруга она вернула юность Иолаю.

## Культ
Культ Гебы был тесно связан с культом её матери Геры. Согласно Павсанию её статуя из золота и слоновой кости, а также рельефное изображение свадьбы Гебы с Гераклом находились в храме Геры около Микен. Кроме того, он описывает статую Гебы в Мантинее работы Праксителя и жертвенник в её честь на Киносарге в Афинах. Посвящённый богине храм располагался в акрополе Флиунта. В нём справляли ежегодный праздник Киссотомами («срезание плюща»). Раб, которому удавалось проникнуть в храм, получал свободу.
В Древнем Риме Гебу отождествили с Ювентой, которая олицетворяла вечную молодость государства. В её честь было построено несколько храмов.

## Геба в последующей традиции
В античной поэзии свадьба Гебы с Гераклом была популярным мотивом, к которому обращались, в частности, Сапфо, Эпихарм, Пиндар и Овидий. Также сохранились рельефы, произведения вазописи и геммы с Гебой и Гераклом.
В европейском искусстве скульптуры Гебы создали А. Канова, Б. Торвальдсен и др. Скульптура Гебы 1800—1805 годов, экспонируемая ныне в Эрмитаже в Санкт-Петербурге, — одна из самых известных работ Антонио Кановы. Особым образом обработанный мрамор создаёт иллюзию развевающегося платья, что усиливает впечатление движения. Богиня стоит на облаках, что создаёт ощущение невесомости фигуры. В XVIII веке к образу античной древнегреческой богини юности обращались в комплиментарных целях, изображая заказчицу. В данном случае женщину изображали рядом с символизирующим Зевса орлом и кувшином для вина. В музыке миф стал основой либретто ряда опер, к примеру оперы-балета Ж.-Ф. Рамо «Празднества Гебы».
В честь Гебы назван астероид (6) Геба, открытый в 1847 году немецким астрономом-любителем Карлом Людвигом Хенке. Название для космического объекта предложил Карл Фридрих Гаусс.
От имени Гебы происходит термин гебефилия, введённый в 1914 году немецким врачом Куртом Боашем и обозначающий половое влечение взрослых людей к подросткам 11—14 лет, а также диагноз гебефрения (одна из форм шизофрении).